# Министерство науки и образования Хорватии
45°48′24″ с. ш. 16°00′51″ в. д.
Министерство науки и образования Хорватии — министерство в правительстве Хорватии, которое отвечает за начальное, среднее и высшее образование, исследовательские институты и спорт. До 16 декабря 2016 года носило название Министерство науки, образования и спорта Хорватии.

## История
Министерство в его нынешнем виде появилось на свет в 2003 году в кабинете Иво Санадера, в результате слияния прежних Министерства науки и технологий и Министерства образования и спорта. Оба министерства были первоначально сформированы в 1990 году, хотя они меняли структуру и имена несколько раз в течение 1990-х.

### Министры науки (1990—2003)
С 1990 по 1992 первые три министра носили титул министра науки, технологии и информатики.
В августе 1992 года министерство было переименовано в Министерство науки и техники, название оставалось неизменным до 2003 года.

### Министры образования (1990—2003)
В период с 1990 по 1993 год министерство называлось министерством образования, культуры и спорта. В апреле 1993 года оно было переименовано в Министерство культуры и образования. В октябре 1994 года министерство было разделено на сегодняшние Министерство культуры и Министерство образования и спорта. Эта форма оставалась неизменной до 2003 года.